# Racomitrium angustifolium
Racomitrium angustifolium är en bladmossart som beskrevs av Brotherus 1929. Racomitrium angustifolium ingår i släktet raggmossor, och familjen Grimmiaceae. Inga underarter finns listade i Catalogue of Life.